# Classe Avenger (chasseur de mines)
Pour les autres classes de navires du même nom, voir Classe Avenger.
La classe Avenger est une série de 14 navires de type chasseur de mines de l'United States Navy, construite entre 1983 et 1994. Les navires sont classés MCM selon le système de désignation des bâtiments de l'US Navy.

## Caractéristiques
La classe Avenger est conçue pour être utilisée comme chasseur de mines et ainsi d'être capable de trouver, d'identifier et de détruire des mines en surface ou au fond de la mer. Ils sont également capables d'effectuer des missions de dragage de mines.
La coque des navires est construite en bois avec une couche externe de Plastique à renfort de verre (sigle PRV). Les bois utilisés sont le chêne, le sapin de Douglas et le cyprès de Nootka, du fait de leurs souplesses, leurs résistances et leurs faibles masses. Cela permet également aux navires d'avoir une très faible signature magnétique, de manière à réduire les risques de déclencher la mise à feu des mines.

## Liste des navires de la classe
| Navire         | Numéro | Mise sur cales    | Mise à l'eau      | Mise en service   | Statut                                               |
| -------------- | ------ | ----------------- | ----------------- | ----------------- | ---------------------------------------------------- |
| USS Avenger    | MCM-1  | 3 juin 1983       | 15 juin 1985      | 12 septembre 1987 | Démoli en 2015                                       |
| USS Defender   | MCM-2  | 1er décembre 1983 | 4 avril 1987      | 30 septembre 1989 | Démoli en 2015                                       |
| USS Sentry     | MCM-3  | 8 octobre 1984    | 20 septembre 1986 | 2 septembre 1989  | En service                                           |
| USS Champion   | MCM-4  | 28 juin 1984      | 15 avril 1989     | 8 février 1991    | En service                                           |
| USS Guardian   | MCM-5  | 8 mai 1985        | 20 juin 1987      | 16 décembre 1989  | Démoli à la suite d'un échouement le 15 février 2013 |
| USS Devastator | MCM-6  | 9 février 1987    | 11 juin 1988      | 6 octobre 1990    | En service                                           |
| USS Patriot    | MCM-7  | 31 mars 1987      | 15 mai 1990       | 13 décembre 1991  | En service                                           |
| USS Scout      | MCM-8  | 8 juin 1987       | 20 mai 1989       | 15 décembre 1990  | En service                                           |
| USS Pioneer    | MCM-9  | 5 juin 1989       | 25 août 1990      | 7 décembre 1992   | En service                                           |
| USS Warrior    | MCM-10 | 15 septembre 1989 | 8 décembre 1990   | 7 avril 1993      | En service                                           |
| USS Gladiator  | MCM-11 | 7 mai 1990        | 29 juin 1991      | 18 septembre 1993 | En service                                           |
| USS Ardent     | MCM-12 | 22 octobre 1990   | 16 novembre 1991  | 18 février 1994   | En service                                           |
| USS Dextrous   | MCM-13 | 11 mars 1991      | 20 juin 1992      | 9 juillet 1994    | En service                                           |
| USS Chief      | MCM-14 | 19 août 1991      | 12 juin 1993      | 5 novembre 1994   | En service                                           |

## Galerie

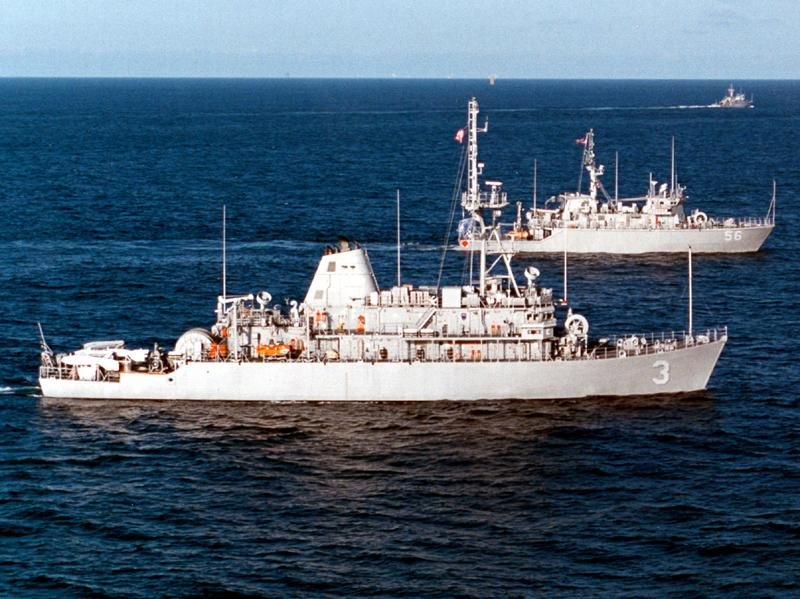
L'USS Sentry et l'USS Kingfisher
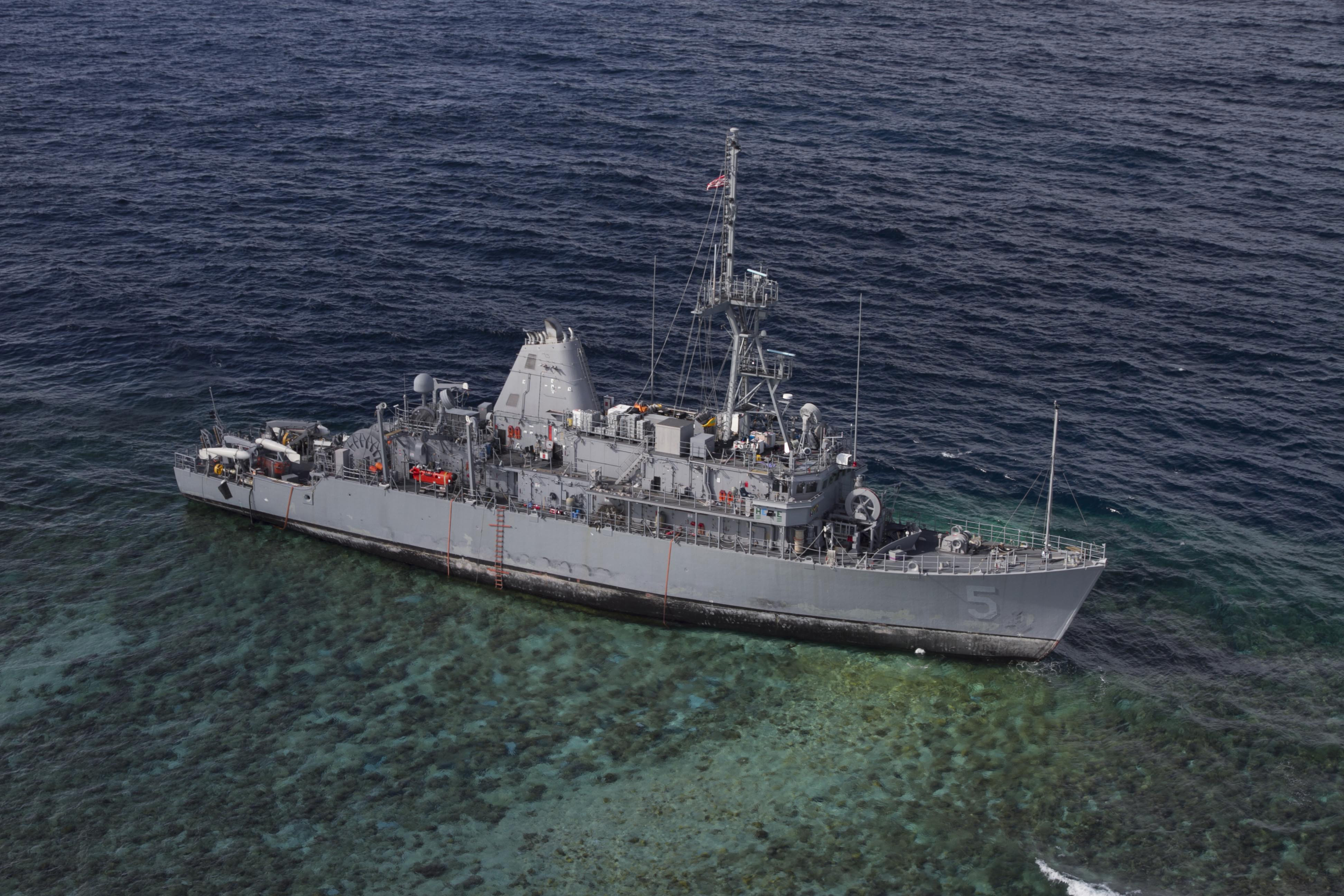
L'USS Guardian échoué au récif de Tubbataha
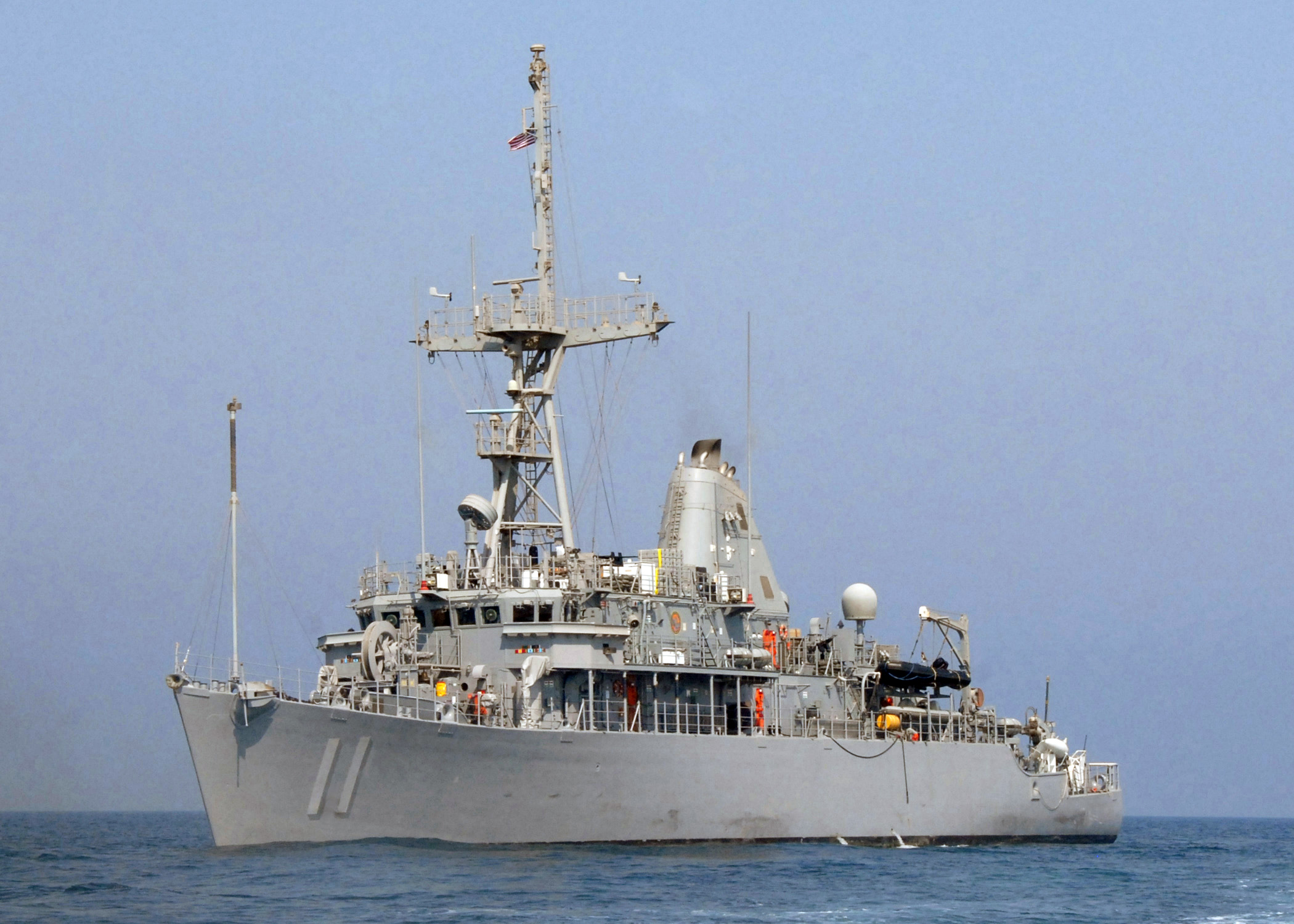
L'USS Gladiator dans le Golfe Persique
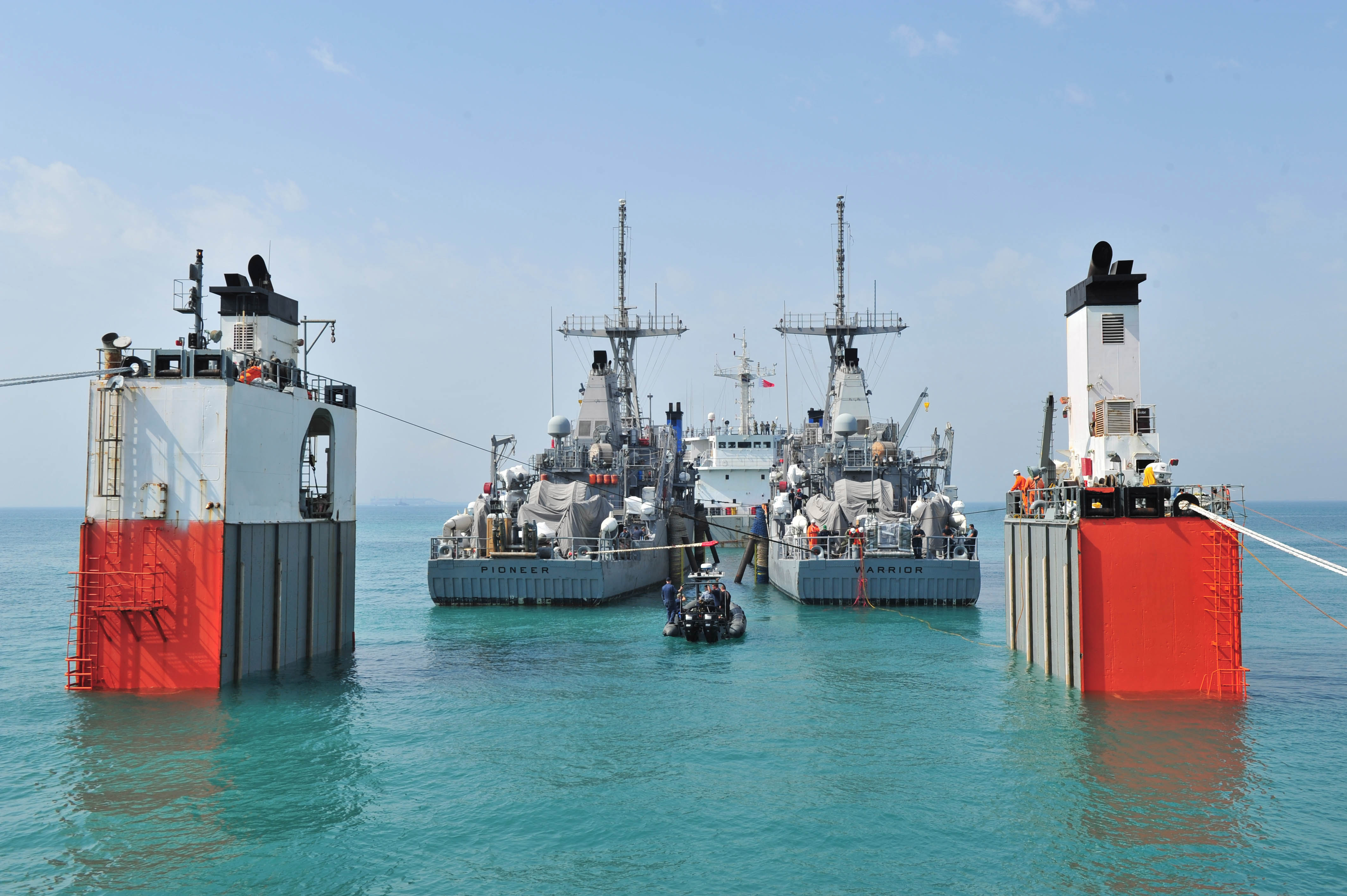
L'USS Pioneer et l'USS Warrior en cours de chargement sur le Super Servant 3
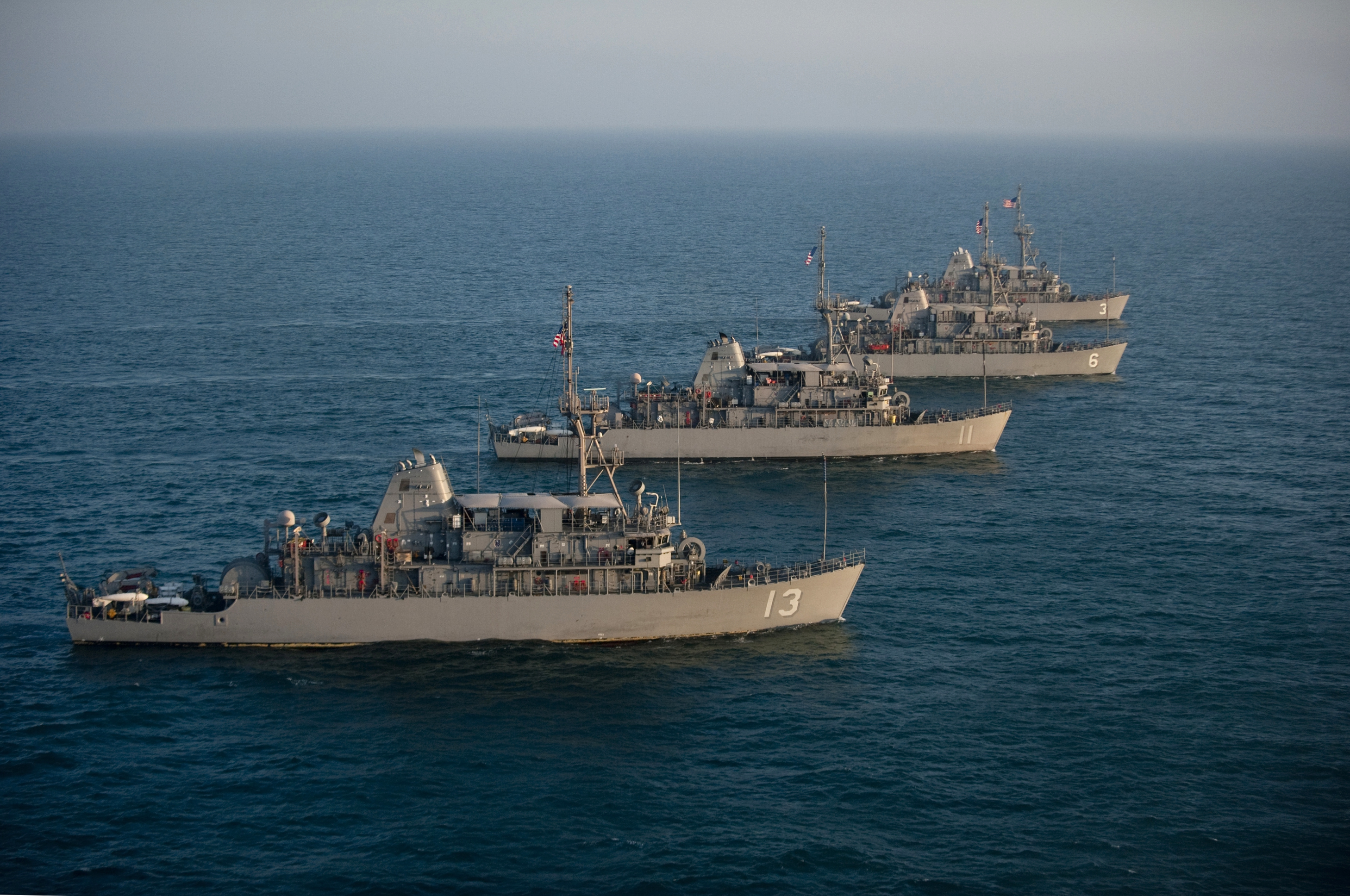
USS Dextrous, USS Gladiator, USS Devastator et USS Sentry